# Liste der Baudenkmäler in Wessobrunn
Auf dieser Seite sind die Baudenkmäler in der oberbayerischen Gemeinde Wessobrunn zusammengestellt. Diese Tabelle ist eine Teilliste der Liste der Baudenkmäler in Bayern. Grundlage ist die Bayerische Denkmalliste, die auf Basis des Bayerischen Denkmalschutzgesetzes vom 1. Oktober 1973 erstmals erstellt wurde und seither durch das Bayerische Landesamt für Denkmalpflege geführt wird. Die folgenden Angaben ersetzen nicht die rechtsverbindliche Auskunft der Denkmalschutzbehörde.
 Die Liste gibt den Fortschreibungsstand vom 4. Juli 2018 wieder und umfasst 45 Baudenkmäler.

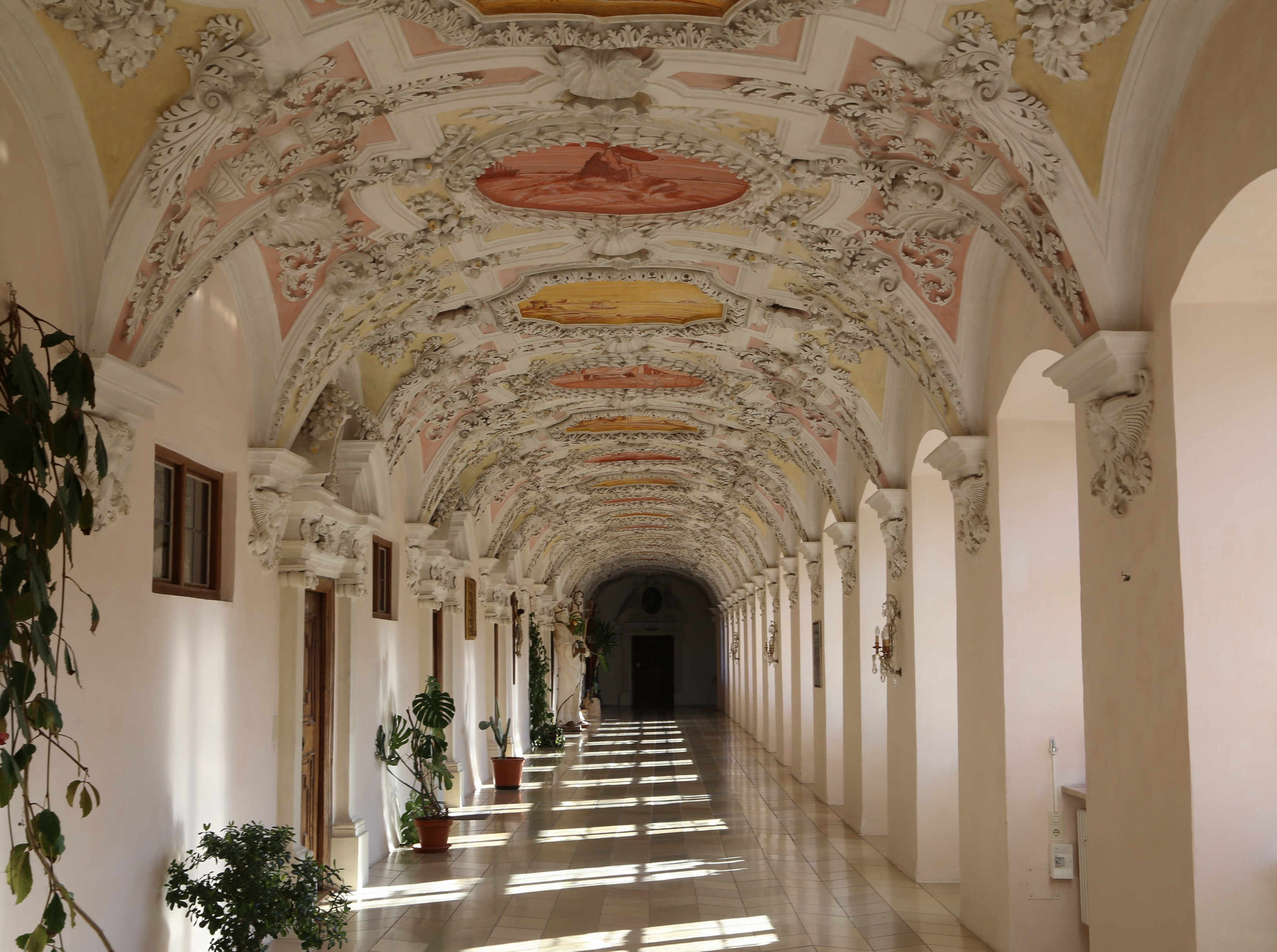
Blick in den Prälatentrakt des Klosters Wessobrunn

## Ehemaliges Benediktinerkloster
Gegründet 753, wurde es 955 von den Ungarn zerstört, große Bautätigkeit im 15. und 16. Jahrhundert. Nach Plänen von Johann Schmuzer sollte ab 1680 ein neues, sehr groß angelegtes Kloster entstehen, das aber nie im vollen Umfang errichtet wurde. 1803 wurde es säkularisiert und in großen Teilen abgebrochen. 1913–2012 wurde es von den Tutzinger Missionsbenediktinerinnen bewohnt. Erhalten haben sich:

| Lage                          | Objekt                                       | Beschreibung | Akten-Nr.              | Bild                                         |
| ----------------------------- | -------------------------------------------- | --- | ---------------------- | -------------------------------------------- |
| Klosterhof 4/6 (Standort)     | Ehemaliges Konventsgebäude                   | Zweigeschossige Dreiflügelanlage mit rasterförmiger Fassadenmalerei und Satteldach, von Johann Schmuzer, 1680/1702; mit Ausstattung.                        | D-1-90-158-7           | weitere Bilder                               |
| Klosterhof 8 (Standort)       | Glockenturm                                  | Freistehender wuchtiger Steildachbau aus Tuffsteinquadern, Mitte 13. Jahrhundert.                                                                           | D-1-90-158-7 zugehörig | weitere Bilder                               |
| Klosterhof 12 (Standort)      | Brunnenhaus mit drei Quellbecken             | Satteldachbau in der Art einer Loggia, mit Gliederung durch Doppelpilaster und drei Arkaden, Quellbecken massiv eingefasst, wohl von Joseph Schmuzer, 1735. | D-1-90-158-7 zugehörig | weitere Bilder                               |
| Klosterhof 1/3/5/7 (Standort) | Ehemaliges Stallgebäude                      | Zweigeschossiger verputzter Walmdachbau, erste Hälfte 18. Jahrhundert, nach Brand 1883 umgebaut.                                                            | D-1-90-158-7 zugehörig | weitere Bilder                               |
| Klosterhof 2 (Standort)       | Ehemaliger Meierhof                          | Dreigeschossiger Putzbau mit Walmdach, erste Hälfte 18. Jahrhundert.                                                                                        | D-1-90-158-7 zugehörig | Ehemaliger Meierhof                          |
| Zöpfstraße 3 a (Standort)     | Ehemaliges Brauereistadel mit Darre          | Erdgeschossiger Sichtziegelbau mit gestuftem Flachsatteldach, Loggia und Kelleranlage, Kellereingang architektonisch gefasst, 1884–86.                      | D-1-90-158-7 zugehörig | BW                                           |
| Klosterhof 9/16 (Standort)    | Torbau                                       | Zweigeschossiger Turm mit großer Durchfahrt und Mansardwalmdach, wohl erste Hälfte 18. Jahrhundert, seitliche Wohnhäuser nach 1883 aufgestockt.             | D-1-90-158-7 zugehörig | weitere Bilder                               |
| Klosterhof 12 (Standort)      | Ehemalige Klostermauer                       | Verputzter Backstein, 17./18. Jahrhundert. | D-1-90-158-7 zugehörig | weitere Bilder                               |
| Nähe Klosterhof (Standort)    | Gedenkstein an die abgetragene Klosterkirche | Sandsteinsäule mit Inschrift auf Tuffsteinsockel, um 1870/75.                                                                                               | D-1-90-158-7 zugehörig | Gedenkstein an die abgetragene Klosterkirche |

Aktennummer: D-1-90-158-7

## Baudenkmäler nach Ortsteilen

### Wessobrunn
| Lage                                                 | Objekt                                                                 | Beschreibung | Akten-Nr.     | Bild                                                    |
| ---------------------------------------------------- | ---------------------------------------------------------------------- | --- | ------------- | ------------------------------------------------------- |
| Feichtmayrstraße 27 (Standort)                       | Einfirsthof                                                            | Zweigeschossiger Steildachbau, aus Tuffsteinquadern, mit Giebellaube und Hochtenne mit Zufahrt, innen bezeichnet mit dem Jahr 1890, Wirtschaftsteil giebelseitig neu verlängert. | D-1-90-158-58 | Einfirsthof                                             |
| Klostergut 2 (Standort)                              | Gutshof, für Michael Sager, 1883–85                                    | Verwaltergebäude, dreigeschossiges Verputzbaubau mit Treppenhausrisalit und Bänder- und Lisenengliederung, modern aufgestockt; ehemaliges Bedienstetenwohnhaus mit Pferde- und Ochsenstallung und Käserei, zweigeschossiger Schopfwalmdachbau mit Putzgliederung, im Wirtschaftsbereich erdgeschossig, mit hohem Kniestock, Segmentbogenfenstern und ebensolchen Toren; Remise; erdgeschossiger Schopfwalmdachbau mit hohem Kniestock, segmentbogigen Toren und Putzgliederung; ehemalige Rinderstallung, erdgeschossiger Verputzbau mit hohem Kniestock und rustizierten, segmentbogigen Toreinfahrten, modern aufgestockt und erweitert; Widerlager der Hocheinfahrten, aus Polygonalmauerwerk; ehemaliger Schweinestall, erdgeschossiger Satteldachbau mit Kniestock und Putzgliederung; Schuppen mit Schmiede, erdgeschossiger, holzverschalter Ständer-Riegel-Bau und Massivbau mit Kniestock; Toranlagen mit zwei Tordurchfahrten, Arkaden und Gittern in neubarocken Formen. | D-1-90-158-60 | Gutshof, für Michael Sager, 1883–85                     |
| Klosterhof 14 (Standort)                             | Katholische Pfarrkirche St. Johannes Baptist                           | Barocker Saalbau mit Lisenengliederung, stark eingezogener Apsis und massivem Dachreiter mit Zwiebelhaube, Neubau wohl nach Plänen von Joseph Schmuzer, 1757/59; mit Ausstattung. | D-1-90-158-1  | weitere Bilder                                          |
| Orgelfeld (Standort)                                 | Friedhofsmauer                                                         | Verputzte Bruchsteinmauer mit Stichbogenblenden auf der Innenseite und Torbogen nach Osten, um 1710. | D-1-90-158-9  | Friedhofsmauer                                          |
| Schmuzerstraße 20 (Standort)                         | Ehemaliges Bauernhaus „Weber“                                          | Zweigeschossiger Einfirsthof mit Wohnteil als offener Rundholzblockbau, 16./17. Jahrhundert, Wirtschaftsteil mit steilem Satteldach zweite Hälfte 19. Jahrhundert. | D-1-90-158-11 | weitere Bilder                                          |
| Üblhörstraße 2 (Standort)                            | Gasthaus zum Löwen                                                     | Giebelständiger verputzter Satteldachbau mit zwei Geschossen, im Kern zweite Hälfte 18. Jahrhundert, ehemaliger Wirtschaftsteil nach 1862 erweitert, jetzt modern ausgebaut. | D-1-90-158-53 | weitere Bilder                                          |
| Zimmermannstraße 14/20, am Weg nach Forst (Standort) | Bildstock                                                              | Tuffsteinsäule mit Laterne und Knauf, bezeichnet mit dem Jahr 1712. | D-1-90-158-19 | Bildstock                                               |
| Zöpfstraße 1; Klosterhof 2 a (Standort)              | Rathaus und ehemaliges Schulhaus                                       | Winkelförmiger zweigeschossiger Walmdachbau mit ehemaliger Lehrerwohnung und zwei Schulsälen im südöstlichen Kopfbau, im barockisierenden Heimatstil, von Emil Schweighart, 1907; Einfriedung aus Tuffsteinsäulen, gleichzeitig. | D-1-90-158-54 | Rathaus und ehemaliges Schulhaus                        |
| Zöpfstraße 2; 2 a (Standort)                         | Ehemalige Hofmarkstaverne und Posthaltestelle, jetzt Gasthaus zur Post | Zweigeschossiger Putzbau auf hohem Kellergeschoss mit Giebellaube, reich geschnitzter Haustür und Krüppelwalmdach, um 1875; Toreinfahrt, verputzt, gleichzeitig. | D-1-90-158-13 | weitere Bilder                                          |
| Vor Zöpfstraße 2 (Standort)                          | Gedenkstein mit Text des sogenannten Wessobrunner Gebets               | Findling aus Granit, um 1875. | D-1-90-158-17 | weitere Bilder                                          |
| Vor Zöpfstraße 2 (Standort)                          | Sühnekreuz aus Tuffstein                                               | 15./16. Jahrhundert. | D-1-90-158-18 | Sühnekreuz aus Tuffstein                                |
| Zöpfstraße 23 (Standort)                             | Ehemaliges Bauernhaus „Klosterschmied“ bzw. „Drechsler“                | Zweigeschossiger Einfirsthof mit Satteldach, Wohnteil in offener Blockbauweise, dendrochronologisch datiert auf 1686, Dach und Verlängerung der Ökonomie zweites Drittel 19. Jahrhundert. | D-1-90-158-15 | Ehemaliges Bauernhaus „Klosterschmied“ bzw. „Drechsler“ |

### Altkreut
| Lage                  | Objekt                                                      | Beschreibung                                     | Akten-Nr.     | Bild |
| --------------------- | ----------------------------------------------------------- | ------------------------------------------------ | ------------- | ---- |
| Altkreut 2 (Standort) | Ehemaliger Getreidekasten des sogenannten Vöstenbauer-Hofes | Obergeschossig, im Stadel, Ende 16. Jahrhundert. | D-1-90-158-20 | BW   |

### Anger
| Lage                  | Objekt                                   | Beschreibung                                             | Akten-Nr.     | Bild                                     |
| --------------------- | ---------------------------------------- | -------------------------------------------------------- | ------------- | ---------------------------------------- |
| Flur Anger (Standort) | Votivkapelle, sogenannte Wollfeldkapelle | Kleiner verputzter Quaderbau mit Satteldach, um 1800/05. | D-1-90-158-21 | Votivkapelle, sogenannte Wollfeldkapelle |

### Bichl
| Lage               | Objekt                       | Beschreibung | Akten-Nr.     | Bild |
| ------------------ | ---------------------------- | --- | ------------- | ---- |
| Bichl 1 (Standort) | Hofkapelle mit Lourdesgrotte | Nischenanlage mit Eisensäulchen und verbrettertem Giebel, 1905; Einfriedung, schmiedeeiserner Zaun, gleichzeitig. Auf Privatgrund, keine Besichtigung und keine Veröffentlichung von Fotos gewünscht. | D-1-90-158-22 | BW   |

### Blaik
| Lage                  | Objekt              | Beschreibung                                                                                                | Akten-Nr.     | Bild                |
| --------------------- | ------------------- | --- | ------------- | ------------------- |
| Flur Blaik (Standort) | Hofkapelle St. Anna | Kleiner verputzter Saalbau mit dreiseitigem Schluss und quadratischem Dachreiter, um 1885; mit Ausstattung. | D-1-90-158-23 | Hofkapelle St. Anna |

### Forst
| Lage                     | Objekt                    | Beschreibung                                                                | Akten-Nr.     | Bild                      |
| ------------------------ | ------------------------- | --------------------------------------------------------------------------- | ------------- | ------------------------- |
| Oberforst 1 a (Standort) | Ehemaliger Getreidekasten | Erdgeschossig, bezeichnet mit dem Jahr 1698, mit altem Überbau, um 1850/60. | D-1-90-158-25 | Ehemaliger Getreidekasten |

### Guggenberg
| Lage                     | Objekt                               | Beschreibung                                                               | Akten-Nr.     | Bild                                 |
| ------------------------ | ------------------------------------ | -------------------------------------------------------------------------- | ------------- | ------------------------------------ |
| Guggenberg 10 (Standort) | Hofkapelle, sogenannte Zächerkapelle | Massive Nischenanlage mit hölzernem Vorbau, zweite Hälfte 18. Jahrhundert. | D-1-90-158-27 | Hofkapelle, sogenannte Zächerkapelle |

### Haid
| Lage                        | Objekt                                              | Beschreibung | Akten-Nr.     | Bild                                                |
| --------------------------- | --------------------------------------------------- | --- | ------------- | --------------------------------------------------- |
| Haider Straße 13 (Standort) | Ehemaliges Bauernhaus „Filzhauser“                  | Zweigeschossiger Einfirsthof in Rundholzblockbauweise mit flachem Satteldach, dendrochronologisch datiert auf 1639, Dach erneuert Mitte 19. Jahrhundert.                                                                 | D-1-90-158-28 | Ehemaliges Bauernhaus „Filzhauser“                  |
| Haider Straße 34 (Standort) | Sühnekreuz aus Tuffstein                            | 17./18. Jahrhundert. | D-1-90-158-31 | Sühnekreuz aus Tuffstein                            |
| Haider Straße 36 (Standort) | Ehemaliges Kleinbauernhaus „Heugraber“              | Zweigeschossiger Einfirsthof mit Wohnteil in Rundholzblockbauweise und Ecklaube, Wirtschaftsteil verputzter Massivbau, dendrochronologisch datiert auf 1558, später mehrfach verändert und nach Norden massiv erweitert. | D-1-90-158-29 | Ehemaliges Kleinbauernhaus „Heugraber“              |
| Hochgreut 7 (Standort)      | Wohnteil des ehemaligen Einfirsthofes „Hochgreiter“ | Zweigeschossiger Putzbau mit Tenne und Flachsatteldach, 18. Jahrhundert. | D-1-90-158-30 | Wohnteil des ehemaligen Einfirsthofes „Hochgreiter“ |

### Hub
| Lage             | Objekt      | Beschreibung                                                                                         | Akten-Nr.     | Bild        |
| ---------------- | ----------- | --- | ------------- | ----------- |
| Hub 1 (Standort) | Feldkapelle | Kleine verputzte Nischenanlage mit weit vorgezogenem Walmdach, 18./19. Jahrhundert; mit Ausstattung. | D-1-90-158-32 | Feldkapelle |

### Kreuzberg
| Lage                   | Objekt                                                                      | Beschreibung | Akten-Nr.     | Bild                                                                        |
| ---------------------- | --------------------------------------------------------------------------- | --- | ------------- | --------------------------------------------------------------------------- |
| Kreuzberg (Standort)   | Kreuzbergkapelle                                                            | Nach Norden ausgerichteter, verputzter Saalbau mit leicht eingezogener Apsis, kleinem Portikus und Fassadenturm mit Zwiebelhaube, 1595, umgestaltet 1771; mit Ausstattung. | D-1-90-158-33 | weitere Bilder                                                              |
| Kreuzberg 1 (Standort) | Stallstadel und Denkmal an die Schlacht auf dem Lechfeld, Hunnensteinstadel | Winkelförmige zweigeschossige Anlage mit gemauertem Stallteil und Tennenauffahrten an den Schmalseiten, im nördlichen Abschnitt eingelassene Inschriften, 1872 errichtet.  | D-1-90-158-55 | Stallstadel und Denkmal an die Schlacht auf dem Lechfeld, Hunnensteinstadel |

### Metzengasse
| Lage                        | Objekt         | Beschreibung                                                                          | Akten-Nr.     | Bild           |
| --------------------------- | -------------- | ------------------------------------------------------------------------------------- | ------------- | -------------- |
| Flur Metzengasse (Standort) | Tuffsteinsäule | Tuffsteinsäule mit Laterne mit Bildnischen und Aufsatz, bezeichnet mit dem Jahr 1604. | D-1-90-158-34 | Tuffsteinsäule |

### Moos
| Lage              | Objekt                | Beschreibung                                                                                        | Akten-Nr.     | Bild |
| ----------------- | --------------------- | --------------------------------------------------------------------------------------------------- | ------------- | ---- |
| Moos 3 (Standort) | Ehemaliges Bauernhaus | Zweigeschossiger Einfirsthof mit Flachsatteldach und Bundwerkgiebel, zweite Hälfte 18. Jahrhundert. | D-1-90-158-35 | BW   |

### Moosmühle
| Lage                   | Objekt                    | Beschreibung                                                 | Akten-Nr.     | Bild |
| ---------------------- | ------------------------- | ------------------------------------------------------------ | ------------- | ---- |
| Moosmühle 2 (Standort) | Ehemaliger Getreidekasten | Bezeichnet mit dem Jahr 1687, Überbau Mitte 19. Jahrhundert. | D-1-90-158-36 | BW   |

### Paterzell
| Lage                                                       | Objekt                             | Beschreibung                                                                                  | Akten-Nr.     | Bild                               |
| ---------------------------------------------------------- | ---------------------------------- | --------------------------------------------------------------------------------------------- | ------------- | ---------------------------------- |
| Nähe Peißenberger Straße (Standort)                        | Kapelle St. Ulrich                 | Nach Westen ausgerichteter Putzbau mit eingezogener Apsis, 1865; mit Ausstattung.             | D-1-90-158-37 | weitere Bilder                     |
| Nähe Quellenweg; Ulrichsgraben in der Viehweide (Standort) | Gedenkstein an den heiligen Ulrich | Pfeiler auf Postament mit giebelförmiger Verdachung, Tuffstein, bezeichnet mit dem Jahr 1865. | D-1-90-158-38 | Gedenkstein an den heiligen Ulrich |

### Pentscher
| Lage                   | Objekt                                          | Beschreibung         | Akten-Nr.     | Bild                                            |
| ---------------------- | ----------------------------------------------- | -------------------- | ------------- | ----------------------------------------------- |
| Pentscher 1 (Standort) | Sühnekreuz aus Sandstein mit eingeritztem Kreuz | 17./18. Jahrhundert. | D-1-90-158-41 | Sühnekreuz aus Sandstein mit eingeritztem Kreuz |

### Reiserlehen
| Lage                     | Objekt                                                    | Beschreibung                                                                                   | Akten-Nr.     | Bild |
| ------------------------ | --------------------------------------------------------- | ---------------------------------------------------------------------------------------------- | ------------- | ---- |
| Reiserlehen 1 (Standort) | Ehemaliger Getreidekasten des sogenannten Deininger-Hofs. | Erdgeschossig, bezeichnet mit dem Jahr 1671; versetzt bzw. aktuell in der Scheune eingelagert. | D-1-90-158-39 | BW   |

### Rohrmoos
| Lage                  | Objekt                                             | Beschreibung         | Akten-Nr.     | Bild |
| --------------------- | -------------------------------------------------- | -------------------- | ------------- | ---- |
| Rohrmoos 3 (Standort) | Traufbundwerk an der Südseite des Wirtschaftsteils | 18./19. Jahrhundert. | D-1-90-158-40 | BW   |

### Sankt Leonhard im Forst
| Lage                                  | Objekt                          | Beschreibung | Akten-Nr.     | Bild           |
| ------------------------------------- | ------------------------------- | --- | ------------- | -------------- |
| Sankt Leonhard im Forst 3 (Standort)  | Gasthaus                        | Zweigeschossiger Tuffsteinquaderbau mit Bänderung und einseitigem Halbwalm, 1840. | D-1-90-158-43 | Gasthaus       |
| Sankt Leonhard im Forst 5 (Standort)  | Katholische Kirche St. Leonhard | Barocker Saalbau mit stark eingezogener Apsis und südlichem Chorwinkelturm mit Zwiebelhaube, Neubau von Joseph Schmuzer, 1726/35, gotischer Turmunterbau Mitte 15. Jahrhundert, im dritten Viertel 17. Jahrhundert erhöht; mit Ausstattung. | D-1-90-158-42 | weitere Bilder |
| Sankt Leonhard im Forst 14 (Standort) | Pfarrhaus                       | Zweigeschossiger Quaderbau mit aufgemalter Fassadengliederung und Zeltdach, im Kern 1746 und 19. Jahrhundert. | D-1-90-158-44 | Pfarrhaus      |

### Schellschwang
| Lage | Objekt                                                | Beschreibung | Akten-Nr.     | Bild           |
| --- | ----------------------------------------------------- | --- | ------------- | -------------- |
| Etwa zwei Kilometer ost-nord-ostwärts in der Waldabteilung „Raistinger Schlag“ an der Landkreisgrenze (Standort) | Grenzsteine                                           | Drei Tuffsteine des ehemaligen Klosters Dießen, drei Tuffsteine, bezeichnet mit den Jahren 1680, 1729 und 1787.                      | D-1-90-158-47 | Grenzsteine    |
| Schellschwang 4 (Standort)                                                                                       | Ehemaliger Getreidekasten des sogenannten Bertlbauers | Erdgeschossig, bezeichnet mit dem Jahr 1700, Dachaufbau 19. Jahrhundert. Abgerissen                                                  | D-1-90-158-46 | BW             |
| In Schellschwang (Standort)                                                                                      | Kapelle St. Maria                                     | Kleiner verputzter Saalbau mit eingezogenem Polygonalschluss, erste Hälfte 18. Jahrhundert, Langhaus 1984 erneuert; mit Ausstattung. | D-1-90-158-45 | weitere Bilder |

### Schlitten
| Lage                    | Objekt                | Beschreibung | Akten-Nr.     | Bild           |
| ----------------------- | --------------------- | --- | ------------- | -------------- |
| Schlitten 11 (Standort) | Ehemaliges Bauernhaus | Zweigeschossiger Einfirsthof mit Steildach und Wohnteil in offenem Blockbau, zweite Hälfte 17. Jahrhundert, Dach 19. Jahrhundert. | D-1-90-158-48 | weitere Bilder |

### Schönwag
| Lage                  | Objekt             | Beschreibung | Akten-Nr.     | Bild               |
| --------------------- | ------------------ | --- | ------------- | ------------------ |
| Schönwag 4 (Standort) | Kapelle St. Rochus | Kleiner barocker Zentralbau mit Zeltdach, um 1743, um kleinen Anbau mit offener Vorhalle durch Joseph Pemler erweitert, 1935; mit Ausstattung. | D-1-90-158-49 | Kapelle St. Rochus |

### Schwelken
| Lage                   | Objekt      | Beschreibung | Akten-Nr.     | Bild |
| ---------------------- | ----------- | --- | ------------- | ---- |
| Schwelken 2 (Standort) | Einfirsthof | Zweigeschossiger Satteldachbau mit Putzgliederung, im Kern 17./18. Jahrhundert, prägender Umbau bezeichnet mit „1911“; Hofkapelle St. Maria, erste Hälfte 19. Jahrhundert; mit Ausstattung. | D-1-90-158-59 | BW   |

### Schwiegle
| Lage               | Objekt                   | Beschreibung                                 | Akten-Nr.     | Bild |
| ------------------ | ------------------------ | -------------------------------------------- | ------------- | ---- |
| Bondl 1 (Standort) | Sühnekreuz aus Tuffstein | Bezeichnet mit dem Jahr 169(?), im Bondlhof. | D-1-90-158-51 | BW   |

### Zellsee
| Lage                  | Objekt                | Beschreibung | Akten-Nr.     | Bild           |
| --------------------- | --------------------- | --- | ------------- | -------------- |
| Zellsee 12 (Standort) | Hofkapelle St. Martin | Putzbau mit eingezogener Apsis und massivem Dachreiter mit Zwiebelhaube, Anfang 19. Jahrhundert, 1948 erweitert; mit Ausstattung. | D-1-90-158-52 | weitere Bilder |